# أبا جفار الثاني
كان السلطان أبا جفار الثاني (بالأورومو: Mootii Abbaa Jifaar) ملكا على مملكة جيما إحدى الممالك الخمس المستقلة التي تأسست على نهر غبي.

## نبذة
ولد أبا جفار الثاني سنة 861 في مدينة جما، ووالده هو السلطان أبا جومول الملك السابع لمملكة جما وأمه هي الملكة جمتي (حليمة) ابنة ملك «جوما» أحد ممالك غيبي الخمسة.
يعتبر الملك أبا جفار من الذين نشروا الإسلام في أوساط الأورومو وعلى وجه الخصوص في حدود مملكته إذ أنه قام باستدعاء العديد من العلماء لينشرو تعاليم الإسلام في جيما، كما أنه أقام وقفًا إسلاميًا للحجاج الحبشيين مازال قائما في مكة، وأوقف أيضًا رواقًا خاصًا بطلبة العلم الحبشيين الذين يقصدون الأزهر للتعلم يدعى رواق الجبرتي.[بحاجة لمصدر]
يعتبر أبا جفار كذلك أقوى ملوك مملكة جما على الإطلاق فلقد ازدهرت جما في وقته حتى أن السير دارلي يصف حكمه قائلا «لم يكتفِ السلطان «أبَّا جفار» بأن خلَّصَ أمته من براثن الأحباش، بل قادها إلى حياة الرخاء والغنى، بتعزيزه التجارة في البلاد وحُسْن السياسة، حتى إني أعتقد أنها ستصير أغنى الدول الإفريقية وأسعدها».